# Бискайская кампания
Бискайская кампания (исп. La campaña de Vizcaya) — наступление Северной армии националистов под командованием генерала Эмилио Молы с 31 марта по 1 июля 1937 года во время испанской гражданской войны. После тяжёлых трёхмесячных боёв силам мятежников, благодаря их военному превосходству, удалось занять город Бильбао и провинцию Бискайя.

## Планы и силы сторон
В результате летне — осенних боёв 1936 года начавшейся гражданской войны в Испании северная зона оказалась изолированной от центральной республиканской зоны и поддерживала с нею связи только по воздуху и морю, поэтому постоянно испытывал сильнейшую нехватку продовольствия, одежды и обуви. Лишь частично её удавалось смягчить покупкой продуктов и товаров во Франции и Англии и гуманитарными поставками под контролем Лиги Наций. Националистическая морская блокада существенно затрудняла снабжение фронта и тыла. На небольшой территории действовали одновременно автономное правительство Бискайи, Совет Астурии и Леона и Сантандерский комитет. В Бискайе политическое большинство составляли баскские националисты, в Астурии — коммунисты и социалисты, в Сантандере — республиканцы. Их органы власти считали себя суверенными и то не хотели, то не могли координировать действий.
Националисты решили завоёвывать северные провинции в направлении с востока на запад, начав с зажиточной и консервативной Бискайи с развитой тяжёлой индустрией и удобными гаванями. Во вторую очередь планировалось завоевание консервативного и во многом монархического Сантандера со смешанным испанско-баскским населением и активной «пятой колонной». Непокорная Астурия в шкале военных приоритетов значилась на третьем месте.
Подготовку к наступлению на Севере генерал Мола, командовавший Северной армией националистов, начал уже в январе. К 10 марта мятежники отбили последние атаки астурийцев на Овьедо. К 15 марта на аэродромах Наварры и Старой Кастилии сосредоточились восстановивший силы после Хаарамского сражения «Легион Кондор» и до половины авиации националистов. В Бискайский залив были переведены почти все исправные корабли мятежников. Их флот приступил к минированию подступов к Бильбао и Сантандеру.
22 марта 1937 года Ф. Франко решил остановить наступление на Мадрид и начать наступление на северную республиканскую зону.
Франко и Мола направили против басков до 50 000 штыков, 200 орудий, 60 бронеединиц, не менее 150 самолётов. В резерве оставались две итальянские дивизии. На море националисты имели два крейсера, четыре эсминца, минный заградитель, около десятка мелких сторожевых судов. Главной ударной силой националистов была Наваррская дивизия (18 000 человек) генерала Хосе Сольчага и итальянская дивизия чернорубашечников «Чёрная стрела» (8 000 человек). Эти силы были сосредоточены для наступления между Вергарой и Вильяреалем, на границе провинции Бискайя.
Баски могли противопоставить на суше 30 000 человек, около 60 пушек, 80 миномётов, 12 бронеединиц и 25 самолётов. На море имелось два эсминца, три подводные лодки и несколько вооружённых рыбачьих судов. Всю зиму баски с помощью французских инженеров возводили вокруг Бильбао систему долговременных укреплений «Синтурон», или Железный пояс. Она должна была сделать баскскую столицу неприступной. Испанская и западная печать окрестила её «маленькой линией Мажино». Северным фронтом республиканцев руководил генерал-республиканец Франсиско Льяно де ла Энкомиенда.

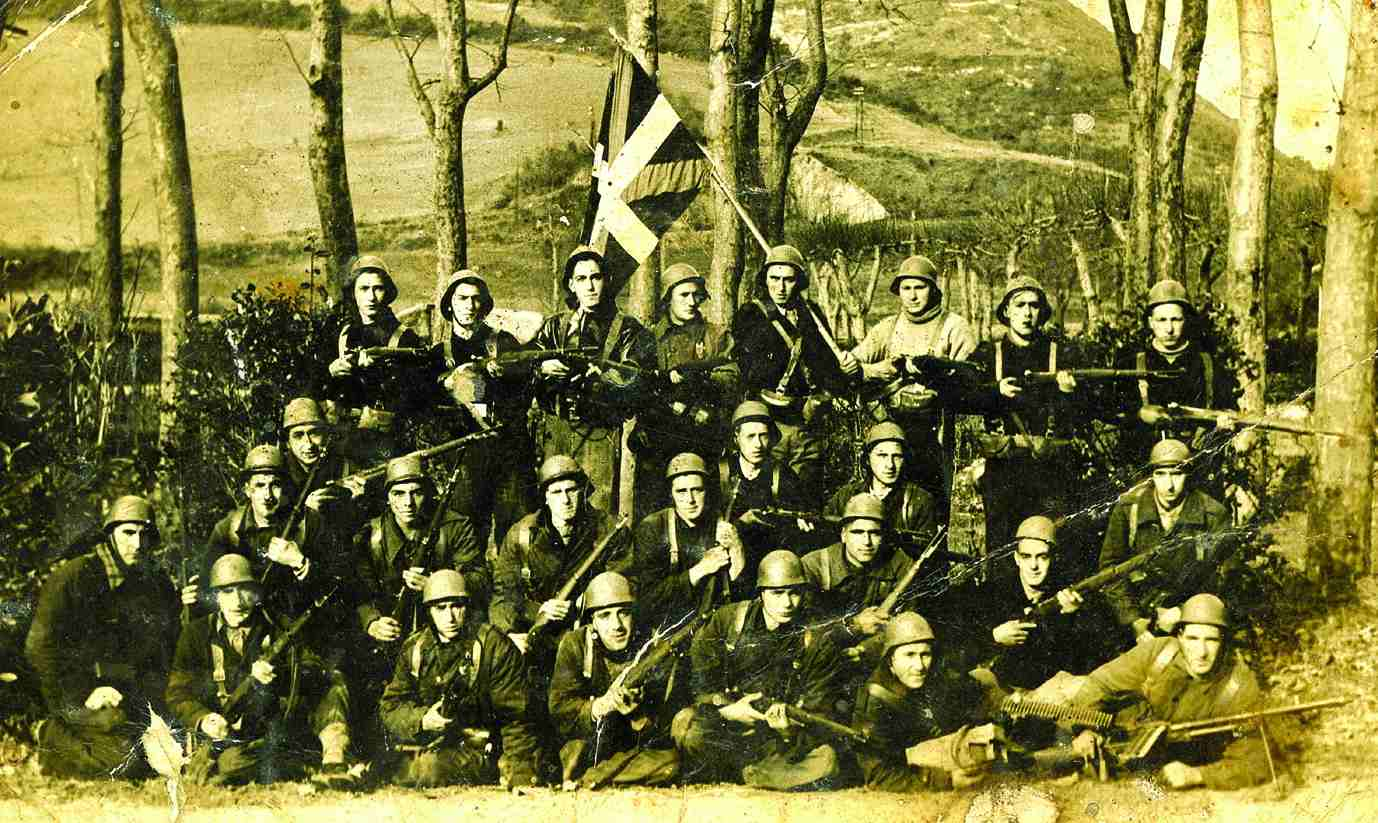
Солдаты-баски одного из батальонов.

## Первая фаза наступления
Наступление началось на рассвете 31 марта 1937 года. Перед началом наступления Мола опубликовал прокламацию-ультиматум. Документ несколько раз передавали по радио и сбрасывали на республиканскую территорию в виде листовок. Он гласил: «Я намерен быстро закончить войну на Севере. Все лица, сложившие оружие и не виновные в убийствах, сохранят жизнь и собственность. Но если покорность не будет немедленной, я сравняю Бискайю с землёй, начиная с военных объектов».
В первый день наступления самолёты националистов разбомбили город Дуранго, находившийся на перекрёстке дорог, и в дальнейшем, впервые в истории массированно применяя авиацию по целям на земле, удерживали господство в воздухе.
1 апреля были захвачены горы Марото, Альберция и Хариндо, и Наваррская дивизии атаковали город Очандиано и окружили находившиеся в нём баскские войска. 4 апреля наваррцы заняли город после тяжёлых боёв и бомбардировок с воздуха. Баскские войска оставили 400 убитыми и 600 пленными.
Весь апрель наступавшие не могли продвинуться дальше берегов реки Девы. Ежедневно националистам удавалось продвигаться в среднем на 600—700 метров. Столкнувшись с резким сопротивлением со стороны басков, Мола решил приостановить операцию, воспользовавшись наступлением плохой погоды и реорганизовать свои войска. В свою очередь басками было мобилизовано больше людей и прибыло больше военной техники, так что к середине апреля у обороняющихся было 140 артиллерийских орудий.
20 апреля националисты после сильного артиллерийского обстрела продолжили наступление. 24 апреля 1-я наваррская бригада полковника Г. Валиньо прорвала фронт и заняла Эльгету. В тот же день «Легион Кондор» разбомбил Гернику, что вызвало неприятие мировой общественности. Баски отступили к линии «Железного пояса», преследуемые самолётами «Легиона Кондор», бомбившими дороги и леса зажигательными бомбами. 30 апреля итальянская дивизия заняла Бермео.
Когда националистические войска подошли к Бильбао, автономное баскское правительство обратилось к международному сообществу с призывом спасти детей. Были эвакуированы более 20 000 человек. Тем временем плохая погода снова остановила националистическое наступление.

## Передышка
В течение мая, воспользовавшись плохой погодой, которая помешала возобновлению наступления мятежников, была проведена дополнительная мобилизация в обескровленные баскские дивизии. Кроме того, в конце мая — начале июня из центральной зоны на север перелетели более 50 советских истребителей и на корабле прибыла новая партия чехословацкого оружия, в том числе 55 зенитных, 30 артиллерийских орудий и две эскадрильи истребителей И-16. Разногласия баскского правительства с Льяно де ла Энкомиенда стали причиной того, что вместо него в Бискайю был отправлен генерал Мариано Гамир Улибарри для организации обороны Бильбао.
Чтобы отвлечь силы националистов от фронта у Бильбао, республиканское правительство предприняло два наступления: первый — против Уэски, на Арагонском фронте, второй — против Сеговии, на Мадридском фронте. Закончившиеся неудачей, они, тем не менее, отсрочили падение Бильбао. 3 июня неожиданно погиб генерал Мола, разбившийся на самолёте. Генерал Давила сменил его на посту командующего Северной армии националистов.

## Штурм «Железного пояса»

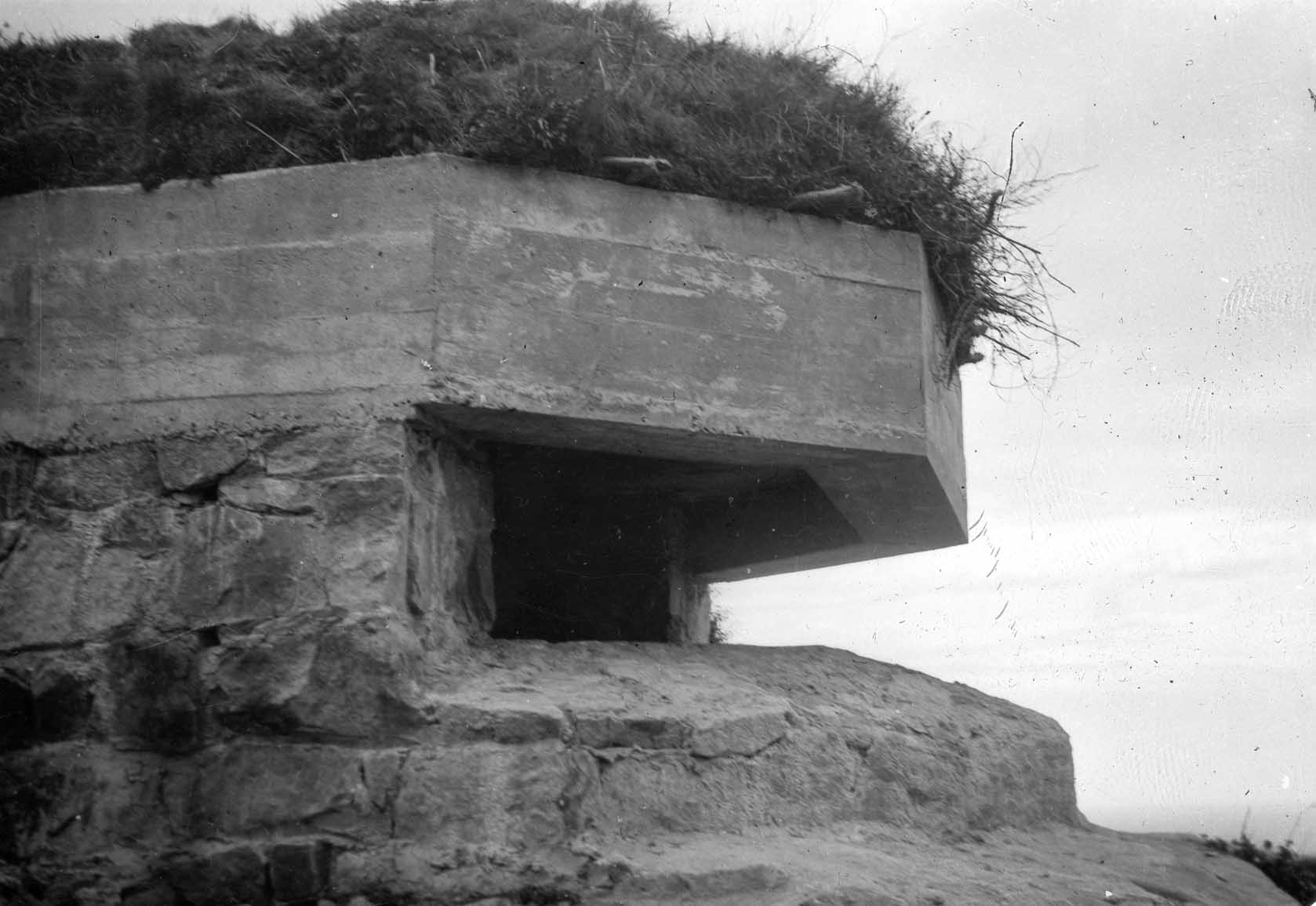
Гнездо для пулемёта на одном из участков Железного пояса.

11 июня Северная армия националистов, после предварительного обстрела из 150 артиллерийских орудий и ударов итальянской авиации и авиации «Легиона Кондор», возобновила боевые действия. Этот удар сломил сопротивление баскских защитников на позициях непосредственно перед «Железным поясом». К вечеру три из шести наваррских бригад достигли знаменитой линии обороны. Обстрел её, в том числе и зажигательными бомбами, продолжался всю ночь.
12 июня после того как батареи и новые волны бомбардировщиков (около 70) националистов несколько часов крушили «Железный пояс», бригада Санчеса Баутисты атаковала точку на горе Гастелуменди, где система обороны была слабее. Обороняющиеся не смогли различить, когда артиллерийский обстрел закончился и началась настоящая атака, поэтому когда внезапно среди дыма со всех сторон появились солдаты мятежников, началось замешательство, и баскские батальоны, охваченные страхом быть окружёнными, начали отступать. Таким образом, бригада Б. Санчеса под покровом темноты прорвал республиканские рубежи на фронте длиной 800 метров. Теперь мятежники находились менее чем в 10 км от городского центра Бильбао, и их артиллерия могла обстреливать его помимо авиационных атак.

## Бои под Бильбао
13 июня все баскские войска, оставшиеся по ту сторону «Железного пояса», были переброшены во внутренние районы столицы. В ту же ночь республиканские и баскские власти начали подготовку к эвакуации населения, в основном чиновников и сотрудников баскского правительства, на запад, в сторону Сантандера, хотя, в конце концов, баскское правительство решило защищать столицу.
15 — 16 июня восточные укрепления железной линии были прорваны в других местах. Устье Нервиона, реки, на которой стоит Бильбао, оказалось под огнём артиллерии итальянской дивизии «Чёрные стрелы», наступавшей на северном фланге и обходившей теперь город со стороны моря. Баскские солдаты бежали через реку, не взорвав за собой мосты. Корабли адмирала Виерны перешли к ближней блокаде и захватили часть пароходов с беженцами у самого устья Нервиона.
17 июня наступление мятежников продолжалось. Дивизия Пуца понесла тяжёлые потери, пытаясь его остановить. В течение дня на Бильбао упало 20 000 бомб, а холмы и дома вокруг города несколько раз переходили из рук в руки. К вечеру франкисты контролировали весь правый берег Нервиона, от города до моря, а также большую часть левого берега.
18 июня генерал М. Гамир Улибарри вывел остатки своих войск из города. Последние из этих подразделений покинули город на рассвете 19 июня. Генерал Гамир Улибарри позаботится о том, чтобы отвести как можно больше войск в направлении Сантандера. При отходе из Бильбао погиб герой Гвадалахарской битвы итальянец Нино Нинетти, командовавший 2-й дивизией басков.
В середине дня 19 июня националисты и итальянцы с востока и севера без боя вошли в Бильбао. Баски вывели из строя большинство городских мостов, но город остался в основном нетронутым, в том числе его промышленность, которая сохранилась, несмотря на то, что некоторые республиканские руководители приказали уничтожить фабрики и заводы.
После взятия Бильбао регион Лас-Энкартасьонес и левый берег Нервиона продолжали контролироваться республикой. 22 июня франкисты начали последнее наступление на левом берегу и к 1 июля заняли всю Бискаю и Страну Басков.

## Потери. Итоги
Потери обеих сторон были значительными: за три месяца националисты лишились почти 30 000 раненых и убитых, урон республиканцев составил свыше 35 000 человек (не считая потерь среди мирного населения).
В трудной борьбе националисты одержали победу стратегического значения, взяв реванш за Гвадалахару и Пособланко. В их руки перешла индустриальная Бискайя, производившая для нужд войны артиллерийские снаряды и половину взрывчатки во всей Испании. На очереди был Сантандер, в нём обосновалось баскское правительство Агирре, ставшее, по сути, правительством в изгнании. Автономия басков была отменена указом Ф. Франко, был также запрещён баскский язык. Бискайя была объявлена «предательской провинцией».
Для всего так называемого Северного фронта республики это было катастрофой, потому что на обороне Бискайи базировалась оборона двух других провинций, в основном контролируемых республиканцами, провинций Сантандер и Астурия. Также исчез один из её важнейших горнодобывающих и промышленных центров, что также привело к увеличению сил националистов.